# Les Platanes
Les Platanes est une agglomération située à 3 km au nord-est de la commune d'Aix-en-Provence à laquelle elle appartiennent. Elle fait partie du canton d'Aix-en-Provence-Nord-Est. Développée autour d'un centre ancien constitué de quelques maisons, des lotissements d'habitation ont été progressivement ajoutés, tel le lotissement « Campagne les Platanes ».

## Géographie

### Situation et accès
Les Platanes se situe au nord-est de la ville d'Aix-en-Provence. On y parvient en empruntant la D96, dite « route des Alpes ». Le hameau se situe le long de cette route, entre le quartier des Lauves et celui des Pinchinats.

## Histoire
Le quartier des Platanes se situe sur le trajet de l'antique aqueduc romain de Traconnade qui, depuis le village de Jouques, sur le piémont nord de la montagne Sainte-Victoire, alimentait la ville d'Aix-en-Provence. En 2010, un projet de construction de logements aux Platanes a permis au service archéologique de la ville de trouver « un aménagement de pierres posées à plat qui pourrait correspondre à un fond de fosse ou à la base d’un foyer et un probable mur effondré. » Ces vestiges ont permis d'identifier un nouvel aqueduc, soit indépendant de celui de la Traconnade, soit une dérivation de celui-ci.
Au nord des Platanes a été signalé la présence d'un établissement agricole antique ainsi que plusieurs dolia découverts en bordure nord de la route.
À partir de la fin du XIXe siècle, le Canal du Verdon traverse l'agglomération à travers le pont-aqueduc de Calèche, d’une longueur de 1 116 m.

## Éducation
Les enfants des Platanes disposent d'une école maternelle, située rue de l'École. Collèges et lycées se situent dans la ville d'Aix-en-Provence.